# Soziokulturelles Zentrum „Die Villa“

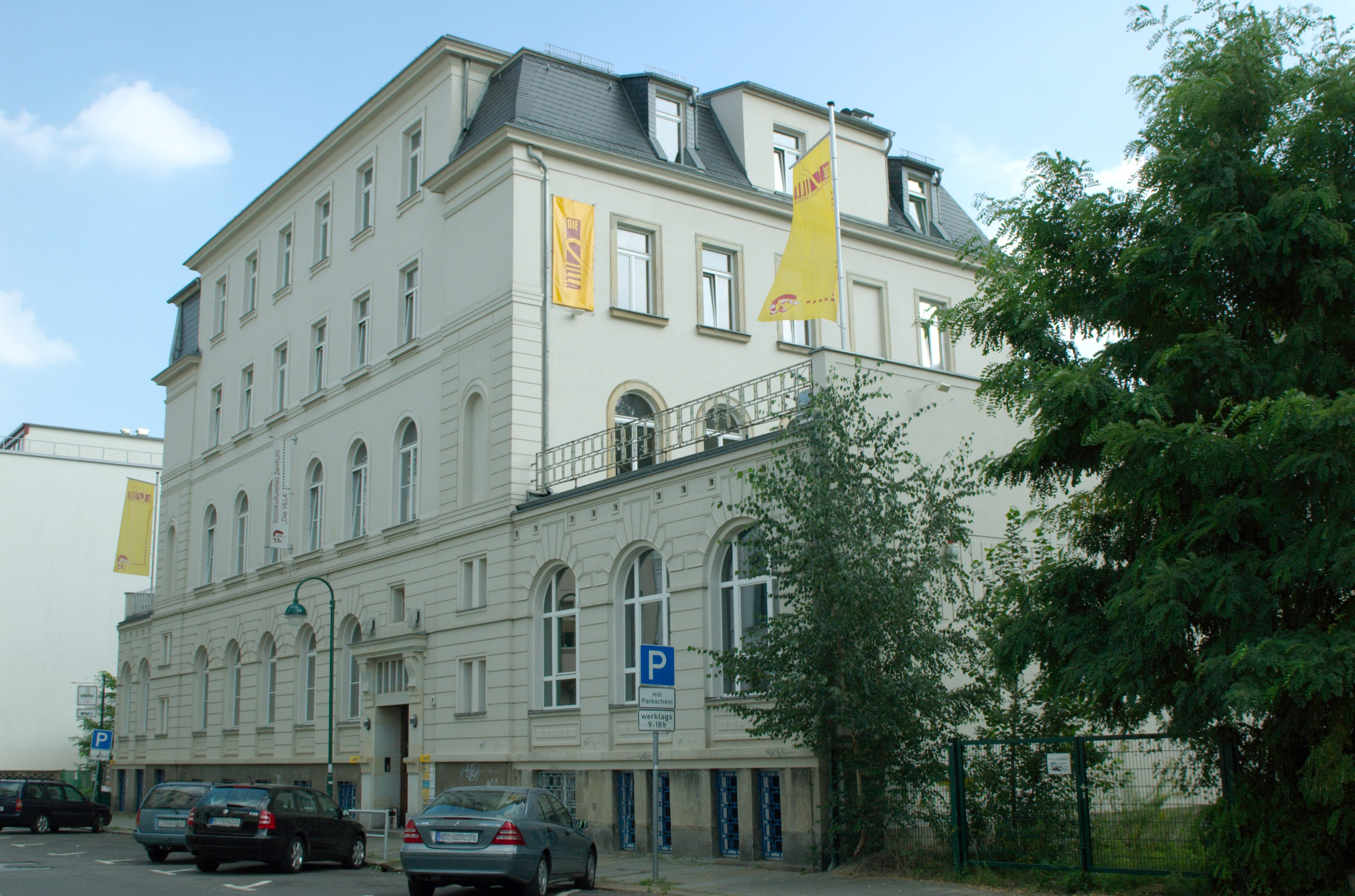
„Die Villa“

Das Soziokulturelle Zentrum „Die Villa“ (Eigenschreibweise Soziokulturelles Zentrum „Die VILLA“ bzw. Die VILLA) ist eine Jugend-, Kultur- und Sozialeinrichtung in der Leipziger Innenstadt. Träger ist die gemeinnützige Villa gGmbH.
Im Gebäude haben mehrere Vereine und Organisationen ihren Sitz. Andere nutzen die Möglichkeiten des Zentrums regelmäßig. Neben den Veranstaltungsräumen gibt es einen Medienbereich, eine Fahrrad-Selbsthilfe-Werkstatt, Bandproberäume, Seminar- und Workshopräume, eine Wohngemeinschaft für Jugendliche in Freiwilligendiensten sowie einen offenen Kinder- und Jugendtreff.

## Geschichte
Im Frühjahr 1990 besetzte eine Gruppe junger Leute die Stadtleitung der Freien Deutschen Jugend in Leipzig. In dem Gebäude in der Karl-Tauchnitz-Straße 3 wollten die Besetzenden Kultur- und Freizeitangebote für Kinder und Jugendliche etablieren. Einige Wochen später beschloss der Runde Tisch der Stadt Leipzig, das Haus für Kinder- und Jugendzwecke zur Verfügung zu stellen. Parallel zum endgültigen Auszug der FDJ wurde „Die Villa“ zum soziokulturellen Zentrum. Ein Kinderladen wurde eingerichtet, die ersten Veranstaltungen fanden statt. Am 23. April 1990 wurde der gemeinnützige Verein Villa e. V. gegründet. Ein Jahr später wurde dieser vom Jugendhilfe-Ausschuss der Stadt Leipzig als erster Träger der Freien Jugendhilfe in Leipzig offiziell anerkannt
Das Zentrum war das erste gemeinsame Kinder- und Jugendhaus in Leipzig. Hier wurden Comic- und Graffitiworkshops angeboten, auch die erste stadtweite Schülerzeitung hatte hier ihre Redaktion. 1992 entstand mit Pennhouse TV das erste und einzige Leipziger Videomagazin von Jugendlichen für Jugendliche in einem Projekt des Hauses. Neben den offenen Angeboten, Kursen und der Projektarbeit der Villa bot das Haus auch anderen Vereinen und Initiativen im sozialen und kulturellen Bereich Nutzungsmöglichkeiten.
Im Dezember 1992 gründeten die Vereine des Hauses den Förderverein Kinder- & Jugend-Villa e. V., der seitdem als Betreiber des Zentrums auftrat. Er war verantwortlich für die Objektverwaltung, Raumvermietung, Hausmeisterarbeiten sowie die vereinsübergreifende Öffentlichkeitsarbeit.
Zum Veranstaltungsspektrum der „Villa“ gehörten Märchenbälle und Stadtteilfeste, ebenso die Woche Blau im Jahr 1997. Hausübergreifende Veranstaltungen waren die literarischen Anschläge bei der „HausbeSätzung“ 1998 oder Dark-Wave-Partys. In der Schwarzen Szene war das Café Neulicht im „Villa-Keller“ beliebt.
Der Kampf um das materielle Überleben bestimmte oft den Alltag in der „Villa“. 1996 schloss die „Villa“ für drei Tage, weil die Gefahr bestand, wegen der Kürzungen der Fördermittel keine Kinder- und Jugendarbeit mehr leisten zu können. Durch eine gemeinsame Protestaktion mit anderen betroffenen Vereinen vor und im Neuen Rathaus wurde damals eine Aufstockung des Jugendhilfeetats erreicht. In den ersten Jahren gab es Anschläge rechtsradikaler Jugendlicher, die großen Sachschaden anrichteten.
1992 schlug die CDU-Fraktion den Verkauf des Gebäudes vor. 1998 erhielt der Alteigentümer die Immobilie in der Karl-Tauchnitz-Straße zurück. Damit war das Ende des soziokulturellen Zentrums am bisherigen Standort absehbar.

## Umzug in das neue Domizil
Die Vereine fanden danach im ehemaligen Gebäude der Leipziger Handwerkskammer in der Lessingstraße eine neue Bleibe. Das Haus wurde 1998 instand gesetzt und im September zogen alle Nutzenden gemeinsam um.
2003 verbesserte der Förderverein Kinder- & Jugend-Villa e. V. im Rahmen einer Vergabe-ABM die Bedingungen im Haus weiter. So wurden beispielsweise alle Fenster erneuert, die Dächer komplett saniert, ein Computernetzwerk installiert und das Dachgeschoss zu einer Wohngemeinschaft für Jugendliche in Freiwilligendiensten ausgebaut.
Damit bot das neue Domizil mehr Platz und bessere Bedingungen für die Arbeit. Mehr als 2.000 Besuchende kommen zu den etwa 100 Angeboten in der Woche. Die Angebote reichen über Jugendarbeit, Medienbildung, Sozialarbeit in Schulen bis zum Seniorentanz und -treff, Selbsthilfe-Werkstatt, einem Makerspace und Schulangeboten.
2005 schlossen sich die Projekte der drei größten Vereine im Haus wie der Villa e.V., der Medienwerkstatt – die Fabrik e.V. und der Förderverein Kinder- & Jugend-Villa e.V. zur gemeinnützigen Villa gGmbH (ehemals LeISA GmbH) zusammen. Sie setzt die inhaltlichen, gemeinnützigen Ziele der „Villa“-Organisation bis heute um. 2008 erfolgte die Neugründung der VILLA-Betriebsgesellschaft mbH und die Übergabe des wirtschaftlichen Geschäftsbetriebes Hausvermietung in deren Hand. Bis heute ist die Betriebsgesellschaft, insbesondere für die Immobilienverwaltung und Gastronomie der „Villa“-Organisation zuständig.
Seit 2019 besteht auch das Soziokulturelle Zentrum KOMM-Haus in Grünau in der Trägerschaft der Villa gGmbH. Ein Jahr später ebenso das Seniorenhaus Plagwitz (heute Haus der Begegnung Plagwitz).